# Robert Marcellus
Robert Marcellus   (Omaha, 1 de juny de 1928 - Evanston, 31 de març de 1996) va ser un clarinetista i professor clàssic estatunidenc. Marcellus és conegut sobretot pel seu llarg mandat com a clarinetista principal de lOrquestra de Cleveland.

## Biografia
Robert Marcellus va començar els seus estudis musicals amb classes de piano als quatre anys. Va prendre el clarinet a les onze i va començar els estudis seriosos de l'instrument a Minneapolis amb Earl Handlon de l'Orquestra Simfònica de Minneapolis als dotze.
La seva família es va traslladar a Washington, D.C., el 1944 i, a la tardor d'aquest mateix any, va començar a desplaçar-se a Nova York un cop per setmana per fer classes amb Daniel Bonade, antic primer clarinetista de les Cleveland i Philadelphia Orchestras.
Es va convertir en segon clarinetista de l'Orquestra Simfònica Nacional de Washington el 1945. El 1946 es va allistar a la Força Aèria i va tocar a la banda de la Força Aèria de Washington durant tres anys.
Va tornar a la segona càtedra de la Simfònica Nacional el 1949 i va ser ascendit a primer un any després. Va romandre en aquest càrrec fins que va ser nomenat clarinet principal de lOrquestra de Cleveland a invitació de George Szell el 1953.
Robert Marcellus va debutar com a artista assistent a lOrquestra de Cleveland els dies 29 i 31 de març de 1956, quan va tocar el Concert de Mozart per a clarinet i orquestra en la major, K.622. De l'11 al 13 d'octubre de 1956, també va col·laborar en altres obres que demanaven clarinet solista, inclòs el concert de Paul Hindemith i el de Manuel de Falla.
Va ser clarinetista principal de l'Orquestra de Cleveland, sota la direcció de George Szell, de 1953 a 1973. Durant el seu mandat a Cleveland, va ser cap de departament de clarinet a l'Institut de Música de Cleveland. En el moment més àlgid de la seva carrera teatral als anys seixanta, tenia molta demanda nacional com a solista. L'estiu de 1961 va tocar el Concert de clarinet de Mozart al Festival Casals de Puerto Rico.
Després que la seva salut va obligar a retirar-se anticipadament de l'orquestra, va ser professor de clarinet a la Northwestern University del 1974 al 1994. Les seves classes magistrals d'una setmana, que es van fer cada estiu del 1974 al 1987, van ser un dels moments destacats de la seva carrera docent. Robert Marcellus va ser el director principal de l'Orquestra Interlochen Arts Academy d'Interlochen, Michigan el curs 1978-79.
Va ser patró nacional de Delta Omicron, una fraternitat internacional de música professional. Cap al final de la seva carrera, va perdre la vista de la retinitis diabètica. Va continuar ensenyant, remarcant que l'esdeveniment possiblement havia millorat la seva audició. A la seva mort, era un artista i pedagog estimat, universalment respectat i admirat, el plantejament conservador i molt disciplinat de la tècnica instrumental va influir en generacions de clarinetistes.
Robert Marcellus va morir el 31 de març de 1996. Pau Casals el va anomenar "el clarinetista ideal".

## Opinió de clarinetistes sobre Robert Marcellus
| « | <Robert Marcellus és considerat per pràcticament tots els clarinetistes d'Amèrica del Nord com el professor de clarinet més influent de la darrera meitat del segle xx. Va ser un clarinetista molt refinat i els seus enregistraments com a clarinetista principal a l'Orquestra de Cleveland sota la direcció de George Szell encara són reconeguts com el "pal de mesura" per als clarinetistes d'orquestra. Marcellus va ser sens dubte la major influència de la meva carrera musical. Vaig estudiar l'escola orquestral de clarinet tocant amb ell i l'he utilitzat com a fonament tècnic i interpretatiu de totes les meves activitats musicals. Tot i que ara actuo gairebé exclusivament com a solista i músic de cambra, la base que he rebut de Robert Marcellus són les eines que m'han permès fer front als diferents tipus d'interpretació que he realitzat, des de l'orquestra fins al solo i des del clàssic fins al contemporani.> | » |

- Dr. Arthur Campbell
| « | <Un va trobar el seu camí fatídicament a la meva mà: el concert de clarinet de Mozart amb Robert Marcellus i lOrquestra de Cleveland. Tenia 12 anys. No m'havia format cap opinió sobre Mozart i mai havia sentit a parlar de Robert Marcellus. Però quan vaig escoltar aquella gravació per primera vegada, vaig saber que volia ser qui toqués aquella peça algun dia. El seu to era el que em va enganxar. Marcellus tenia una claredat inquietant, un anell rodó i fosc a cada nota. No vaig poder treure aquest so de l'orella i encara m'esforço. Comença la lluita. Tenia aquest so a l'orella, juntament amb un estil. El legato de Marcellus era poderós. La connexió entre notes us va fer escoltar la línia. Volia arribar-hi però no sabia com. La meva lliçó amb Marcellus em va canviar. Tot i que no podia tocar gaire a causa de la seva manca de salut, la seva senzilla demostració a escala C em va mostrar la versió primerenca del so que tenia a l'oïda des dels 12 anys. Em va donar el seu famós curs de xoc en tècnica de clarinet: legato bàsic, staccato, fraseig i to. Tot i que no era magistral quant al com fer-ho, es va adonar del què fer. La resta depenia de mi.> | » |

- David H. Thomas
| « | <El meu estudi amb el senyor Marcellus va ser entre la universitat i la universitat; A.K.A. el meu "any lliure". Estudiar amb el senyor Marcellus va ser realment una experiència notable i duradora. Lamento que fos massa jove per haver-lo sentit mai en directe amb la Cleveland Orchestra; Entenc que va ser una experiència increïble. Com a professor, el vaig trobar extremadament dogmàtic i inflexible en el seu compromís amb la manera de tocar el clarinet, sobretot pel que fa a la qualitat del so i l'ús de les columnes d'aire. La seva influència més profunda en mi va ser la creació de confiança, i sempre ho agrairé.> | » |

- Mark Gallagher